# Concordia (Nieuwezijds Voorburgwal)
Concordia is een gebouw op de hoek van de Nieuwezijds Voorburgwal en de St. Luciënsteeg in Amsterdam. Het gebouw dateert uit 1859 en werd in 1901 zeer ingrijpend verbouwd. Tegenwoordig wordt het gebruik als kantoor- en woonruimte. Concordia heeft de status van rijksmonument.

## Geschiedenis

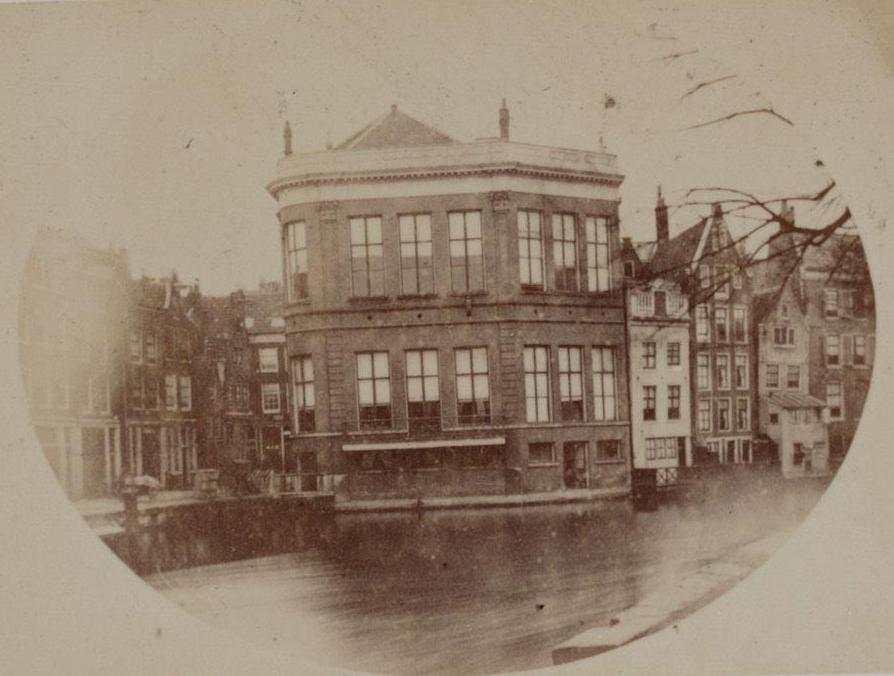
Sociëteit Concordia (ca. 1870)

Het oorspronkelijke gebouw uit 1859 was bestemd als het sociëteitsgebouw van Bellevue en Concordia. Het gebouw werd ontworpen door Johannes van Maurik en uitgevoerd door K. Kooy. De officiële opening vond plaats op 21 oktober 1859.
In maart 1883 werd het sociëteitsgebouw op een publieke veiling verkocht voor fl. 69.000. Het gebouw werd toen gebruikt als zalencentrum. Er kwam ook een café-restaurant.
In 1899 werd het gebouw aangekocht door D.A. van Waalwijk, directeur van Het Nieuwsblad voor Nederland. De directie van deze krant was al een tijd op zoek naar een “[g]roote ruimte, goede ligging, niet te ver van post en telegraaf en spoorstations” om haar drukkerij met kantoorpand te vestigen. Die vond zij bij Concordia.
Het gebouw moest tot 1 mei 1900 in haar oorspronkelijke bestemming blijven, daarna vond tussen 1900 en 1901 een rigoureuze verbouwing plaats. Uitsluitend het casco bleef behouden. A. Jacot en Willem Oldewelt waren de architecten.
In 1913 werd Het Nieuwsblad overgenomen door De Telegraaf, die in Concordia haar redactie onderbracht. Toen De Telegraaf in 1930 verhuisde naar het Telegraafgebouw, werd de kantoorruimte gebruikt door Telegraaf-dochter Het Nieuws van den Dag.
Na de Tweede Wereldoorlog mocht De Telegraaf tijdelijk niet verschijnen. In 1948 kwam de Volkskrant in het pand, die daar bleef tot 1965.
Anno 2023 bestaat Concordia uit kantoorruimten en luxe appartementen.

## Trivia
- De sociëteit Bellevue en Concordia had nog een ander sociëteitsgebouw, genaamd Bellevue, aan de Leidsekade. Ook dat pand werd door Van Maurik ontworpen.
- Tussen 1911 en 1934 stond op het Weesperplein een gebouw dat eveneens Concordia heette. Dat gebouw deed voornamelijk dienst als diamantbeurs voor de Diamantclub Concordia.
- In 1899 werd in Concordia de Eerste Internationale schaakwedstrijd gehouden.